# Chiodos
Chiodos fue una banda post-hardcore originaria de la ciudad de Davison, en Míchigan; formada el año 2001. Hasta el momento han grabado 4 LP y 3 EP.

## Historia

### Inicios yAll's Well That Ends Well
La banda se formó cuando estudiaban Educación Secundaria. Finalmente, en el año 2005 lanzan All's Well That Ends Well tras firmar con Equal Vision Records. El disco alcanzó el puesto #3 en el Billboard Top Heatseekers y el #164 en el Billboard 200.

### Bone Palace Ballety partida de Owens
Después de su lanzamiento la banda comenzó a partir de gira con bandas de la misma escena, post hardcore; el 4 de septiembre de 2007 la banda lanza su segundo álbum de estudio Bone Palace Ballet. 
El 24 de septiembre de 2009, vía Myspace la banda anuncia que han dejado ir a Craig Owens de la banda, y que no darían razones específicas de su despido, y que no se decepcionasen.
Días después, Craig declaró que estaba molesto, herido y frustrado por el suceso y que no sabía si seguiría su carrera como músico.

### Bolmer e Illuminaudio
El 1 de febrero de 2010, la banda anunció que estaban listos para grabar su tercer disco.
Sobre el nuevo vocalista, la banda dijo que estaban muy seguros en su decisión. También se suma Tanner Wayne como baterista oficial, ya que Derrick Frost había dejado el grupo.
El 2 de febrero de 2010, la revista Alternative Press informó que Brandon Bolmer era el nuevo vocalista. Bolmer reveló más tarde a AP que él era el nuevo vocalista de Chiodos y que ya no sería parte de Yesterday's Rising.
El 9 de junio, una demo con la voz de Owens se filtró en Internet, denominado Thermacare. La demo fue grabado en septiembre, justo antes de Owens se separase de la banda. Craig ha declarado en su cuenta de Twitter que la canción será lanzada bajo su nueva banda, D.R.U.G.S., y que se renombrará.
El 3 de agosto, la revista Alternative Press publicó en su página web que el nuevo álbum de Chiodos se titula Illuminaudio, y sería lanzado el 5 de octubre. Esto fue confirmado el 9 de agosto en un comunicado de prensa de su sello, Equal Vision Records.
El 17 de agosto de 2010, Chiodos publicó la canción Those Who Slay Together, Stay Together en su página de MySpace.
El 1 de septiembre de 2010, Chiodos publicó otra canción, Modern Wolf Hair en su página de MySpace.
En febrero de 2012, surgieron rumores que Craig Owens regresaría a Chiodos (después se confirmó. Luego anunció que haría un tour en solitario pero a principios de mayo lo canceló por circunstancias imprevistas y aseguró en su página oficial que aún no sabe qué sucederá con D.R.U.G.S , pero que siempre seguirá pendiente de sus seguidores.

## Miembros
Última alineación
- Craig Owens - voces (2001-2009, 2012-2016)
- Pat McManaman - guitarra rítmica (2001-2016)
- Matt Goddard - bajo (2002-2016)
- Bradley Bell - teclados, coros (2002-2016)
- Derrick Frost - batería, percusión (2004-2009,2012-2016)
- Thomas Erak - guitarra principal (2012–2016)

Pasados
- Jason Hale - guitarra principal (2004-2012)
- Brandon Bolmer - voces (2010-2012)
- Tanner Wayne - batería, percusión (2009-2012)
- Dane Spencer - guitarra principal (2002–2003)
- Patrick "Chip" Kelly - guitarra principal (2003–2004)
- Crosby Clark - batería (2002–2004)
- Mike Catalano - batería (2009)

## Discografía
LP
- All's Well That Ends Well (2005)
- Bone Palace Ballet (2007)
- Illuminaudio (2010)
- Devil (2014)

EP
- The Chiodos Brothers (como The Chiodos Bros.) (2001)
- The Best Way to Ruin Your Life (como The Chiodos Bros.) (2002)
- The Heartless Control Everything (como The Chiodos Bros.) (2003)
- Devil (2013)

- Datos: Q302533
- Multimedia: Chiodos / Q302533